# Vincent Trần Ngọc Thụ
Vincent Trần Ngọc Thụ właściwie Vinh Sơn Trần Ngọc Thụ (ur. 12 maja 1918, zm. 15 lipca 2002 w Rzymie) – wietnamski duchowny katolicki, drugi osobisty sekretarz papieża Jana Pawła II od 1988 do 1996.

## Życiorys
Urodził się w Wietnamie. W 1937 wyjechał do Rzymu na studia i tutaj 20 grudnia 1942 otrzymał święcenia kapłańskie. W 1954 powrócił do ojczyzny i pracował w Sajgonie, który był stolicą Wietnamu Południowego. W 1976 z przyczyn politycznych musiał powrócić do Rzymu. W 1985 został postulatorem w procesie kanonizacyjnym 117 męczenników wietnamskich. Od 1988 do 1996 był drugim sekretarzem osobistym papieża Jana Pawła II, a następnie przebywał na emeryturze. Zmarł 15 lipca 2002 w Rzymie i 20 lipca odbyły się uroczystości pogrzebowe, którym przewodniczył kardynał Giovanni Battista Re.